# Valéry Inkijinoff
Valery Inkijinoff (en russe : Валерий Иванович Инкижинов, Valeri Ivanovitch Inkijinov), né le 25 mars 1895 à Bokhan près d'Irkoutsk (Sibérie), sur les bords du lac Baïkal, et mort le 26 septembre 1973 à Brunoy dans l'Essonne, est un acteur bouriate de Russie, émigré en France.

## Biographie
Son père était instituteur, et s'efforça de lui offrir de bonnes études. Il apprendra par exemple la langue française, ce qui lui sera utile plus tard, quand il partira pour la France. En 1915, il entre à l'Institut polytechnique de Petrograd. Mais, passionné de théâtre, il fréquente parallèlement le studio de Vsevolod Meyerhold, avec qui il fondera la théorie de la biomécanique théâtrale. Il le suivra à Moscou en 1920 et jouera dans son théâtre. Avec Sergueï Eisenstein, il l'assiste dans La Mort de Tarelkine (d'après Aleksandre Soukhovo-Kobyline). Il étudie ensuite auprès de Lev Koulechov, qui tente de le convaincre de se consacrer entièrement au cinéma. De 1925 à 1930, il est metteur en scène titulaire des studios cinématographiques Proletkino, Sovkino, Vostokkino.
En 1931, dans le but d'étudier le cinéma parlant, il se rend en France, où il rencontre de nombreux anciens collègues émigrés, notamment Alexandre Kouprine. Les nouvelles alarmantes du pays l'incitent à ne pas y retourner.
Il sera ensuite très remarqué dans le film de Julien Duvivier La tête d'un homme, qui sortira en 1932, et où il tiendra la vedette avec l'acteur Harry Baur. Sa prestation sera saluée par la critique, et le film deviendra un classique du film polar français, en lançant la série consacrée aux enquêtes du commissaire Maigret.
Pendant la guerre, ses origines lui font subir un ostracisme qui lui ferme les studios de cinéma. Il ne retrouve des rôles au cinéma qu’après la guerre. Mais Valery Inkijinoff se consacre alors surtout au théâtre, et au cinéma ses participations se limitent à de rares seconds rôles, et surtout à de petits rôles.
Il tentera d'aller voir sa famille en URSS à partir des années 1960, avec la politique d'ouverture de Khrouchtchev, mais finalement, il y renoncera, jugeant que les conditions n'étaient pas réunies pour ce voyage. 
Il est inhumé au cimetière russe de Sainte-Geneviève-des-Bois.

## Filmographie

### Cinéma
- 1925 : Le Châtiment (Pasplata) - Réalisation uniquement
- 1926 : Le Voleur (Vor) - Réalisation uniquement
- 1927 : Moscou-Pékin - Réalisation d'un film de montage sur l'aide soviétique à la révolution chinoise
- 1928 : Tempête sur l'Asie (Potomok Chingis-Khana) de Vsevolod Poudovkine
- 1929 : La Comète (Kometa) Réalisation uniquement
- 1930 : Le Capitaine Jaune de A. W. Sandberg
- 1932 : La Tête d'un homme de Julien Duvivier
- 1933 : Polizeiakte 909 de Robert Wiene
- 1934 : La Bataille de Nicolas Farkas et Victor Tourjanski
- 1934 : Volga en flammes de Victor Tourjanski
- 1934 : The Battle (Version anglaise) de Nicolas Farkas et Victor Tourjanski
- 1934 : Amok de Fedor Ozep
- 1935 : Friesennot de Peter Hagen
- 1936 : Les quatre derniers de Santa-Cruz (Die Letzten Vier von Santa Cruz) de Werner Klingler
- 1936 : Les Bateliers de la Volga de Wladimir Strijewsky
- 1937 : Les Pirates du rail de Christian-Jaque
- 1937 : La Femme du général Ling (en) (The Wife of General Ling) de Ladislas Vajda
- 1938 : La Rue sans joie d'André Hugon
- 1938 : Le Drame de Shanghaï de Georg Wilhelm Pabst
- 1947 : La Renégate de Jacques Séverac
- 1949 : Maya de Raymond Bernard
- 1950 : La Rose noire (The black rose) de Henry Hathaway
- 1954 : L'Espion de Tokyo (de) (Verrat an Deutschland) de Veit Harlan
- 1955 : La Fille de Mata Hari (La figlia di Mata Hari) de Carmine Gallone et Renzo Merusi
- 1956 : Geliebte Corinna de Edouard von Borsay
- 1956 : Michel Strogoff de Carmine Gallone : Feofar Khan
- 1958 : Le Médecin de Stalingrad (Der Arzt von Stalingrad) de Géza von Radványi
- 1959 : Le Tigre du Bengale (Der Tiger von Eschnapur) de Fritz Lang
- 1959 : Le Tombeau hindou (Das Indische Grabmal) de Fritz Lang
- 1960 : Les Mystères d'Angkor (Herrin der Welt) de William Dieterle
- 1961 : Le Géant à la cour de Kublai Khan de Riccardo Freda
- 1961 : Le Triomphe de Michel Strogoff de Victor Tourjanski
- 1961 : Les hommes veulent vivre de Léonide Moguy
- 1962 : Kublai Khan et le géant de Mongolie (Maciste alla corte del Gran Khan) de Riccardo Freda
- 1962 : Mon oncle du Texas de Robert Guez
- 1963 : Ursus le rebelle (Ursus il gladiatore ribelle) de Domenico Paolella
- 1964 : Nick Carter va tout casser de Henri Decoin
- 1964 : Docteur Mabuse et le Rayon de la mort / Mission spéciale au deuxième bureau (Die Todesstrahlen des Dr Mabuse) de Hugo Fregonese
- 1965 : Les Tribulations d'un Chinois en Chine de Philippe de Broca : Mr. Goh
- 1966 : Mission top secret (Matchless) de Alberto Lattuada
- 1966 : Atout cœur à Tokyo pour OSS 117 de Michel Boisrond : Yekota
- 1967 : Les Aventuriers de Robert Enrico : Kyobaski, le producteur
- 1967 : La Blonde de Pékin de Nicolas Gessner
- 1971 : Les Pétroleuses de Christian-Jaque : Spitting Bull

### Télévision
- 1967-1968 : Les chevaliers du ciel Série télévisée : M. X.
- 1971 : Tang d'André Michel : Tang, Série télévisée de 13 épisodes de 26 min
- 1972 : Le Fils du ciel Série télévisée de 26 épisodes

## Publication
- Valéry Inkijinoff, un Bouriate dans le cinéma européen (G.Rybina et B.Druon) Oulan-Oudé, Russie, 2006.